# Битва при Пис-Боттоме
Битва при Пис-Боттоме (англ. Battle of Pease Bottom), также известная как Битва при реке Бигхорн (англ. Battle of the Bighorn River) — сражение между лакота и армией США во время Йеллоустонской экспедиции, произошедшее 11 августа 1873 года на территории современного округа Трешер.

## Предыстория
Летом 1873 года армия США была направлена в качестве охраны и сопровождения исследовательской партии Северной Тихоокеанской железной дороги. Экспедиция находилась под общим командованием полковника Дэвида Стэнли, вторым командиром был подполковник Джордж Армстронг Кастер.
4 августа между участниками экспедиции и индейцами лакота произошло сражение, в ходе которого погибли ветеринар Джон Хонсингер, маркитант Огастус Балиран и рядовой роты F 7-го кавалерийского полка Джон Болл. У лакота было ранено трое воинов. Йеллоустонская экспедиция продолжила движение на запад, вверх по реке Йеллоустон, и вечером 10 августа разбила лагерь в устье реки Бигхорн, на территории современного округа Трешер.

## Сражение
На рассвете следующего дня большой отряд лакота, среди которых находилось несколько северных шайеннов, открыл огонь по солдатам Кастера. Американцы окрыли ответный огонь, среди которых выделялся рядовой роты Е 7-го кавалерийского полка Джон Таттл. Вооружённый длинноствольной винтовкой Спрингфилд, он сумел убить подряд троих воинов лакота, прежде чем индейцы сконцентрировали на нём огонь и убили. Затем индейцы переправились через реку Йеллоустон выше и ниже солдатского лагеря и атаковали войска Кастера.
Солдаты успешно защищали свой тыл, фронт и центр от этой атаки, а затем контратаковали, оттесняя лакота на 13 км от поля боя. Примерно в это же время вдали, в нескольких километрах от места сражения, показалась колонна полковника Стэнли и поспешила поддержать людей Кастера. Так и не пробив оборону солдат, лакота прекратили нападение и уехали.

## Итоги
Во время боя второй лейтенант Чарльз Брейден из 7-го кавалерийского полка был тяжело ранен вместе с тремя другими рядовыми того же полка. Бедро Брейдена было раздроблено пулей, и он оставался в постоянном отпуске по болезни до своей отставки из армии в 1878 году. В 1925 году он был посмертно награждён крестом «За выдающиеся заслуги» за свои действия во время битвы.
Потери Кастера составили 3 убитыми и 4 ранеными, у индейцев 3 были убиты и 1 ранен. В официальном рапорте подполковник указал, что во время боёв было убито более 40 враждебных индейцев, что несомненно было преувеличением.